# Кастр (округ)
Округ Кастр (фр. Arrondissement de Castres) — округ у Франції, в департаменті Тарн. 2023 року округ об'єднував 151 муніципалітет, населення становило 197 098 осіб.
Адміністративний центр (супрефектура) — Кастр.

## Муніципалітети
Список муніципалітетів округу та їхні коди INSEE:
1. Агютс (81001)
2. Альбін (81005)
3. Альган (81006)
4. Амбр (81011)
5. Англе (81014)
6. Аппель (81015)
7. Арифат (81017)
8. Арфон (81016)
9. Баньєр (81022)
10. Барр (81023)
11. Белькастель (81025)
12. Бельсерр (81027)
13. Берлатс (81028)
14. Бертр (81030)
15. Блан (81032)
16. Брассак (81037)
17. Бріатекст (81039)
18. Брусс (81040)
19. Бу-дю-Пон-де-Ларн (81036)
20. Буассезон (81034)
21. Бюрлатс (81042)
22. Бюск (81043)
23. Вабр (81305)
24. Вальдюренк (81307)
25. Веле (81310)
26. Вене (81311)
27. Вердаль (81312)
28. В'єльмюр-сюр-Агу (81315)
29. Вів'є-ле-Лавор (81324)
30. Вів'є-ле-Монтань (81325)
31. Вільнев-ле-Лавор (81318)
32. Вітерб (81323)
33. В'ян (81314)
34. Гарревак (81100)
35. Гарриг (81102)
36. Гіталан-Л'Альбаред (81132)
37. Гроє (81105)
38. Дам'ятт (81078)
39. Дурнь (81081)
40. Дюрфор (81083)
41. Егфонд (81002)
42. Ескру (81085)
43. Ескуссан (81084)
44. Есперосс (81086)
45. Жижуне (81103)
46. Жируссан (81104)
47. Жонк'єр (81109)
48. Кабанес (81044)
49. Камбон-ле-Лавор (81050)
50. Камбуне-сюр-ле-Сор (81054)
51. Камбунес (81053)
52. Карб (81058)
53. Кастр (81065)
54. Каюзак (81049)
55. Кокальєр (81066)
56. Кюк (81075)
57. Кюк-Тульза (81076)
58. Лабастід-Руеру (81115)
59. Лабастід-Сен-Жорж (81116)
60. Лабрюгієр (81120)
61. Лабульбен (81118)
62. Лавор (81140)
63. Лагардьйоль (81129)
64. Лагарриг (81130)
65. Лакабаред (81121)
66. Лаказ (81125)
67. Лакон (81124)
68. Лакруазій (81127)
69. Лакрузетт (81128)
70. Лакуготт-Кадуль (81126)
71. Ламонтелар'є (81134)
72. Лампо (81142)
73. Ласфаяд (81137)
74. Ле-Без (81031)
75. Ле-Вентру (81321)
76. Ле-Каммаз (81055)
77. Ле-Мано-Массюгіє (81158)
78. Ле-Р'яле (81223)
79. Леску (81143)
80. Лотрек (81139)
81. Люган (81150)
82. Магрен (81151)
83. Мазаме (81163)
84. Марзан (81157)
85. Массагель (81160)
86. Массак-Серан (81159)
87. Міссекль (81169)
88. Мон-Рок (81183)
89. Мондрагон (81174)
90. Монже (81179)
91. Монкабріє (81173)
92. Монпіньє (81181)
93. Монредон-Лабессоньє (81182)
94. Монфа (81177)
95. Моран-Скопон (81162)
96. Музан (81189)
97. Мулен-Маж (81188)
98. Мулере (81187)
99. Мюрат-сюр-Вебр (81192)
100. Наве (81195)
101. Наж (81193)
102. Ноаяк (81196)
103. Оссійон (81021)
104. Пальвіль (81200)
105. Пейрегу (81207)
106. Перен-Огмонтель (81204)
107. Пешодьє (81205)
108. Пон-де-Ларн (81209)
109. Прад (81212)
110. Пратв'єль (81213)
111. Пуді (81210)
112. Пюешурсі (81214)
113. Пюїбегон (81215)
114. Пюїкальвель (81216)
115. Пюїлоран (81219)
116. Рессак (81221)
117. Роквідаль (81229)
118. Роккурб (81227)
119. Руеру (81231)
120. Саїс (81273)
121. Семалан (81281)
122. Сен-Гозан (81248)
123. Сен-Жан-де-Рив (81255)
124. Сен-Жан-де-Валь (81256)
125. Сен-Жене-де-Контест (81250)
126. Сен-Жермен-де-Пре (81251)
127. Сен-Жерм'є (81252)
128. Сен-Жульєн-дю-Пюї (81258)
129. Сен-Льє-ле-Лавор (81261)
130. Сен-П'єрр-де-Тривізі (81267)
131. Сен-Поль-Кап-де-Жу (81266)
132. Сен-Сальві-де-Каркаве (81268)
133. Сен-Сальві-де-ла-Бальм (81269)
134. Сен-Сернен-ле-Лавор (81270)
135. Сен-Сюльпіс (81271)
136. Сено (81282)
137. Сент-Аві (81242)
138. Сент-Амансе (81237)
139. Сент-Аман-Су (81238)
140. Сент-Аман-Вальторе (81239)
141. Сент-Аньян (81236)
142. Сент-Аффрик-ле-Монтань (81235)
143. Серв'є (81286)
144. Совтерр (81278)
145. Сорез (81288)
146. Суаль (81289)
147. Тейссод (81299)
148. Телат (81298)
149. Фіак (81092)
150. Фонтріє (81062)
151. Фрежевіль (81098)